# Mount Brouwer
Mount Brouwer (französisch Mont De Brouwer) ist ein 2460 m hoher Berg im ostantarktischen Königin-Maud-Land. Er ragt zwischen Mount Hoge und Mount Launoit in den Belgica Mountains auf.
Teilnehmer der Belgischen Antarktis-Expedition 1957/58 unter Gaston de Gerlache de Gomery (1919–2006) entdeckten ihn. Namensgeber ist der belgische Elektroingenieur Carl de Brouwer (* 1902) von der Université catholique de Louvain, ein Sponsor der Forschungsreise.